# Флаг Солнечного (Санкт-Петербург)
Флаг внутригородского муниципального образования посёлок Со́лнечное в Курортном районе города Санкт-Петербурга Российской Федерации — опознавательно-правовой знак, служащий официальным символом муниципального образования и знаком единства его населения.
Флаг утверждён 11 ноября 2008 года и 11 декабря 2008 года внесён в Государственный геральдический регистр Российской Федерации с присвоением регистрационного номера 4503.

## Описание
«Флаг муниципального образования посёлок Солнечное представляет собой прямоугольное полотнище с отношением ширины флага к длине — 2:3, воспроизводящее композицию герба муниципального образования посёлок Солнечное в синем и жёлтом цветах».
Геральдическое описание герба гласит: «В лазоревом (синем, голубом) поле сияющее солнце с человеческим лицом, сопровождаемое в оконечности двумя сплетёнными выходящими справа ветвями сосны, уложенными в пояс, сомкнутыми в середине с двумя выходящими слева ветвями дуба, уложенными в пояс с листьями и желудями. Все фигуры — золотые».

## Символика
Флаг составлен на основании герба муниципального образования посёлок Солнечное, в соответствии с традициями и правилами вексиллологии и отражает исторические, культурные, социально-экономические, национальные и иные местные традиции.
До 1940 года — Оллила — территория волости (и церковного прихода) Териоки Выборгской губернии Финляндской Республики. С мая 1940 г. — в составе Куокколовского поселкового совета Каннельярвско-Райволовского района Ленинградской области. С июля 1946 года — в составе Курортного района города Ленинграда. Указом Президиума Верховного Совета РСФСР от 1 октября 1948 года бывшим населённым пунктам Курортного района города Ленинграда: Оллила, Куоккала, Курнойнен присвоено наименование посёлок Солнечное. С мая 1959 года посёлок Солнечное в составе Сестрорецкого района города Ленинграда. 11 марта 1994 года были объединены территории Сестрорецкого района и города Зелёногорска и вновь образован Курортный район города Санкт-Петербурга.
Посёлок Солнечное назван так в память о постановке здесь в 1904 году, на сцене летнего театра, пьесы Максима Горького «Дети солнца». Горький к 1904 году закончил пьесу «Дети солнца» и её взяли в Московский художественный театр. Но, летом того же года, постановку этой пьесы осуществила жена Максима Горького Мария Фёдоровна Андреева в театре «Прометей» в Оллила, сыграв в этом спектакле роль Лизы. Успех был огромный. Критик Стасов оставил в своих воспоминаниях восторженные впечатления. Театр не смог вместить всех желающих зрителей и многие стояли возле открытых окон на улице. Так за несколько месяцев до московской премьеры в Художественном театре в «Прометее», в Оллила прошла премьера спектакля «Дети солнца». Театр «Прометей» в Солнечном не сохранился.
Золотое солнце символизирует название посёлка (гласный флаг), также символ славы.
Золотые ветви сосны — олицетворение неповторимой природы приморского побережья, ветви дуба — символ крепости, устойчивости и прочности.
Жёлтый цвет (золото) — могущество, сила, постоянство, вера, справедливость, добродетель, верность. Золотые пески приморских пляжей Финского залива.
Синий цвет (лазурь) — слава, честь, верность, искренность, безупречность, символизирует безбрежные просторы Финского залива.
Лазурь и золото напоминают о геральдических цветах бывшей волости Терриоки.